# 양양 진전사지 삼층석탑
진전사지 삼층석탑(陳田寺址 三層石塔)은 대한민국 강원특별자치도 양양군 강현면 둔전리에 있는 진전사터에 세워진 석탑이다. 통일신라시대의 대표적인 작품으로 화강암으로 되어 있고 탑의 몸돌에는 천인상(天人像)과 팔부신중(八部神衆)이 새겨져 있다. 1966년 2월 28일 대한민국의 국보 제122호로 지정되었다.

## 개요
진전사의 옛터에 서 있는 3층 석탑이다. 진전사는 8세기 후반 통일신라시대에 도의국사가 창건한 절이라 전하는데, 터 주변에서 '진전(陳田)'이라 새겨진 기와조각이 발견되어 절의 이름이 밝혀졌다.
탑은 통일신라의 일반적인 모습으로, 2단의 기단(基壇)위에 3층의 탑신(塔身)을 올려 놓은 모습이다. 아래층 기단에는 날아갈 듯한 옷을 입은 천인상(天人像)이 있으며, 위층 기단에는 구름위에 앉아 무기를 들고 있는 웅건한 모습의 8부신중(八部神衆)이 있다. 탑신의 몸돌과 지붕돌은 각각 하나의 돌로 만들어졌는데, 1층 몸돌에는 각기 다양한 모습의 불상 조각들이 있다. 지붕돌은 처마의 네 귀퉁이가 살짝 치켜 올려져 있어 경쾌한 아름다움을 보여주며, 밑면에는 5단씩의 받침을 두었다. 3층 지붕돌 꼭대기에는 받침돌만 남아있을 뿐 머리장식은 모두 없어졌다.
전체적으로 균형이 잡혀 있으면서 지붕돌 네 귀퉁이의 치켜올림이 경쾌한 아름다움을 더해주는 이 탑은 통일신라시대의 대표적인 석탑 가운데 하나이다. 기단에 새겨진 아름다운 조각과 1층 몸돌의 세련된 불상 조각은 진전사의 화려했던 모습을 떠올리게 한다.

## 현지 안내문

### 한글 설명
양양 진전사지 삼층석탑
襄陽 陳田寺址 三層石塔, Three-story Pagoda at Jinjeonsa Temple Site, Yangyang
국보 제122호
양양 진전사지 삼층석탑은 진전사 터에 있으며 높이는 약 5m이고 화강석으로 만들어졌다. 2단의 기단(基壇) 위에 3층의 탑신(塔身)을 세운 통일 신라 시대의 전형적인 석탑이다.
아래층 기단에는 날아갈 듯한 옷을 입은 천인(天人)이 사방으로 두 분씩 여덟 분, 위층 기단에는 구름 위에 앉아 무기를 들고 있는 팔부중상(八部衆像)*이 사방으로 두 분씩 여덟 분이 돋을새김되어 있다. 1층 탑신의 몸돌과 지붕돌은 각각 하나의 돌로 만들어졌는데, 몸돌에는 불상이 각 면에 한 분씩 모두 네 분이 조각되어 있다. 지붕돌 처마의 네 귀퉁이는 살짝 올라가 있고 지붕돌 밑면에는 받침을 다섯 단씩 두었다. 3층 지붕돌 꼭대기에는 받침돌만 남아 있고 머리 장식은 모두 없어졌다.
전체적으로 균형이 잡혀 있으면서 완숙하고 세련된 모습으로 불상 조각의 아름다움을 잘 보여 주어 통일 신라 시대의 대표적인 석탑 가운데 하나로 평가된다.
- 팔부중상(八部衆像) : 불교의 여덟 수호신. 팔부신장(八部神將). 팔부신중(八部神衆).

### 영문 설명
Three-story Stone Pagoda at Jinjeonsa Temple Site, Yangyang
National Treasure No. 122
A pagoda is a symbolic monument used to enshrine relics or remains of the Buddha. In many cases, a pagoda does not contain the actual remains, but is still regarded as a sacred place enshrining the Buddha.
This three-story stone pagoda was made in the Unified Silla period (668-935).
It is composed of a two-tiered base and three sets of body and roof stones. The first and second tiers of the base are carved in relief with two heavenly beings and two guardian deities, respectively. The first-story body stone is carved with an image of the Buddha on each side. The roof stones are propped up with five-tiered supports, and their eaves are curved slightly upward. It is missing its decorative top.
The pagoda measures about 5 m in height.

## 사진

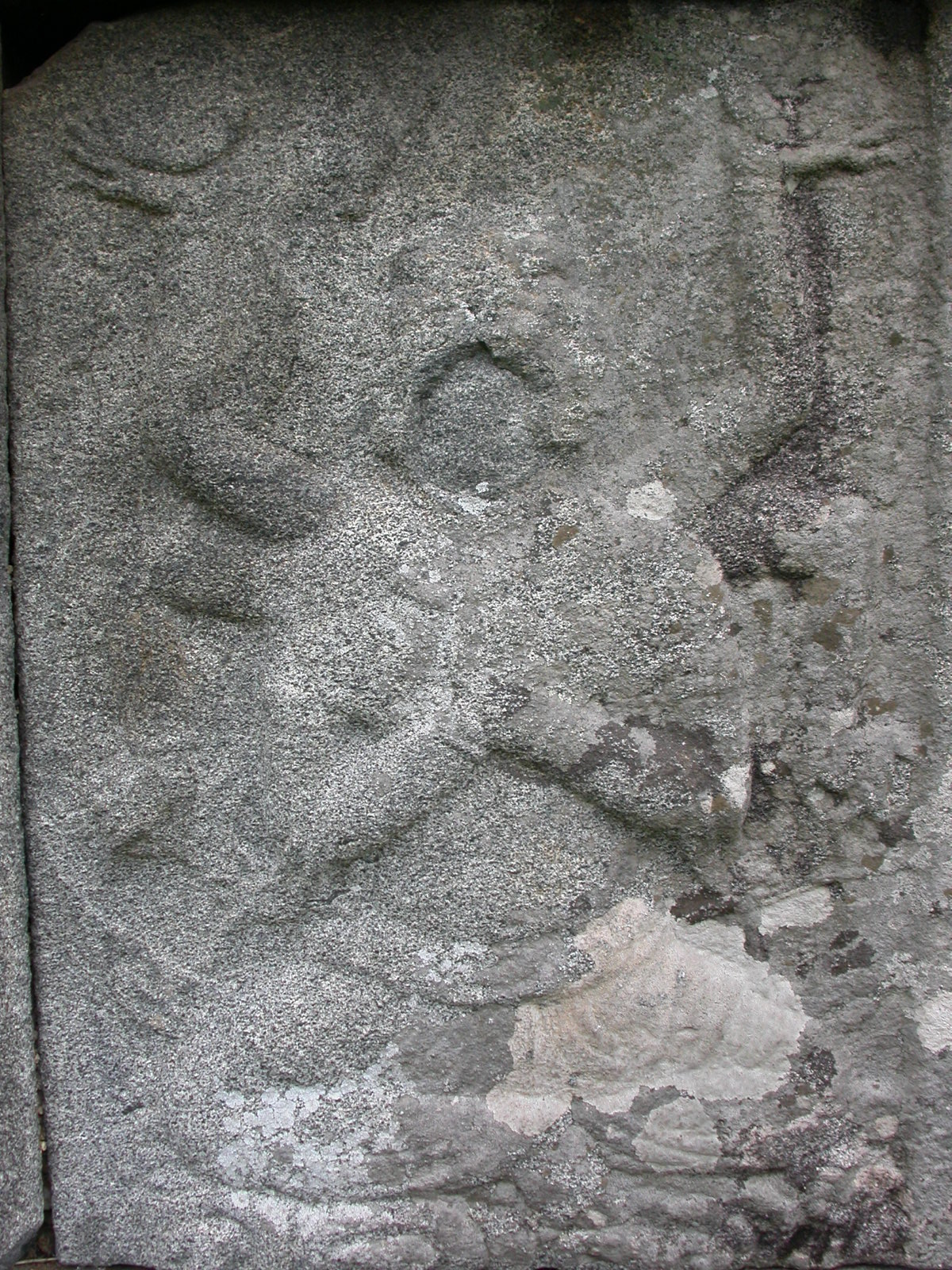
팔부신중
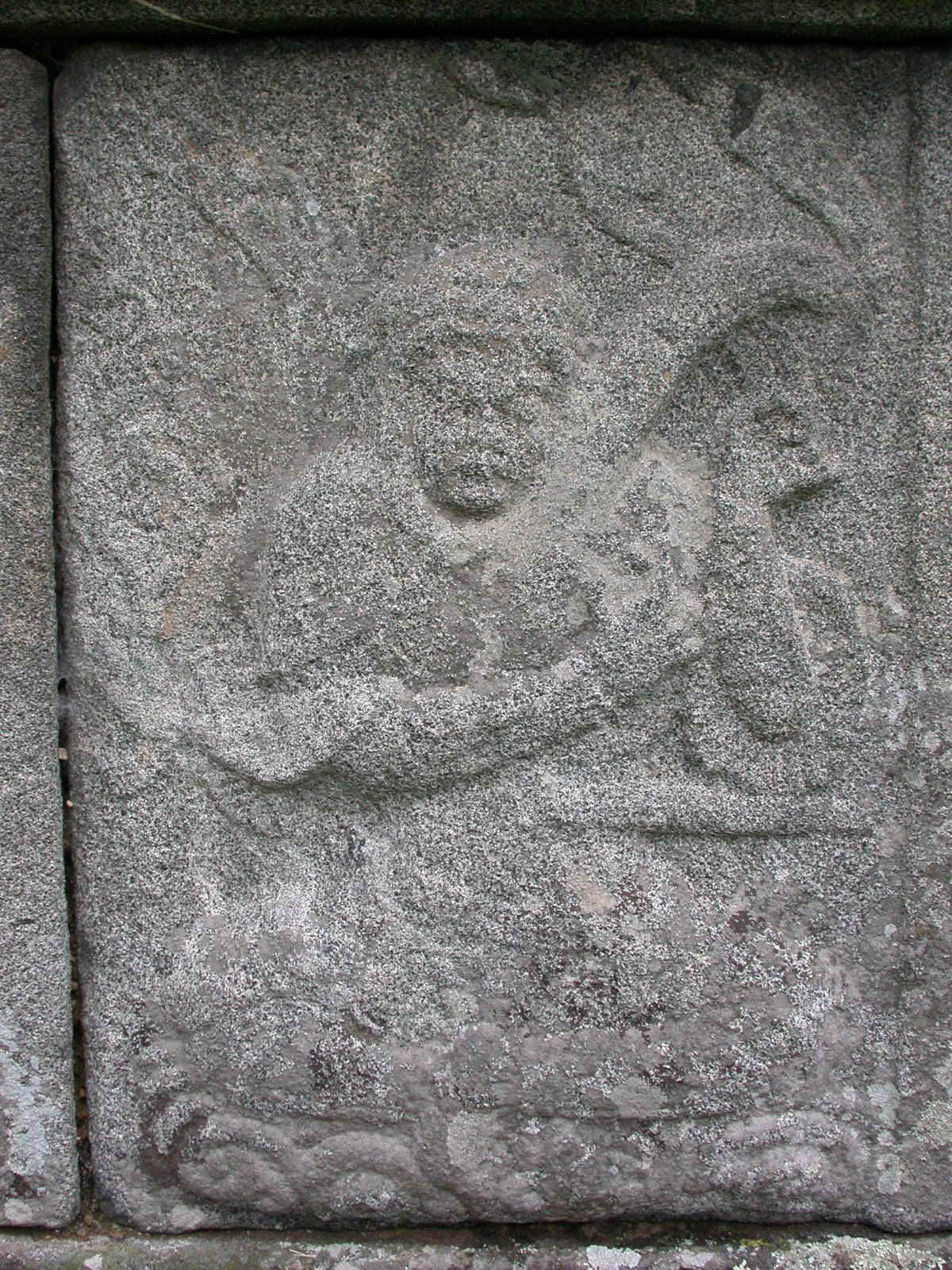
팔부신중
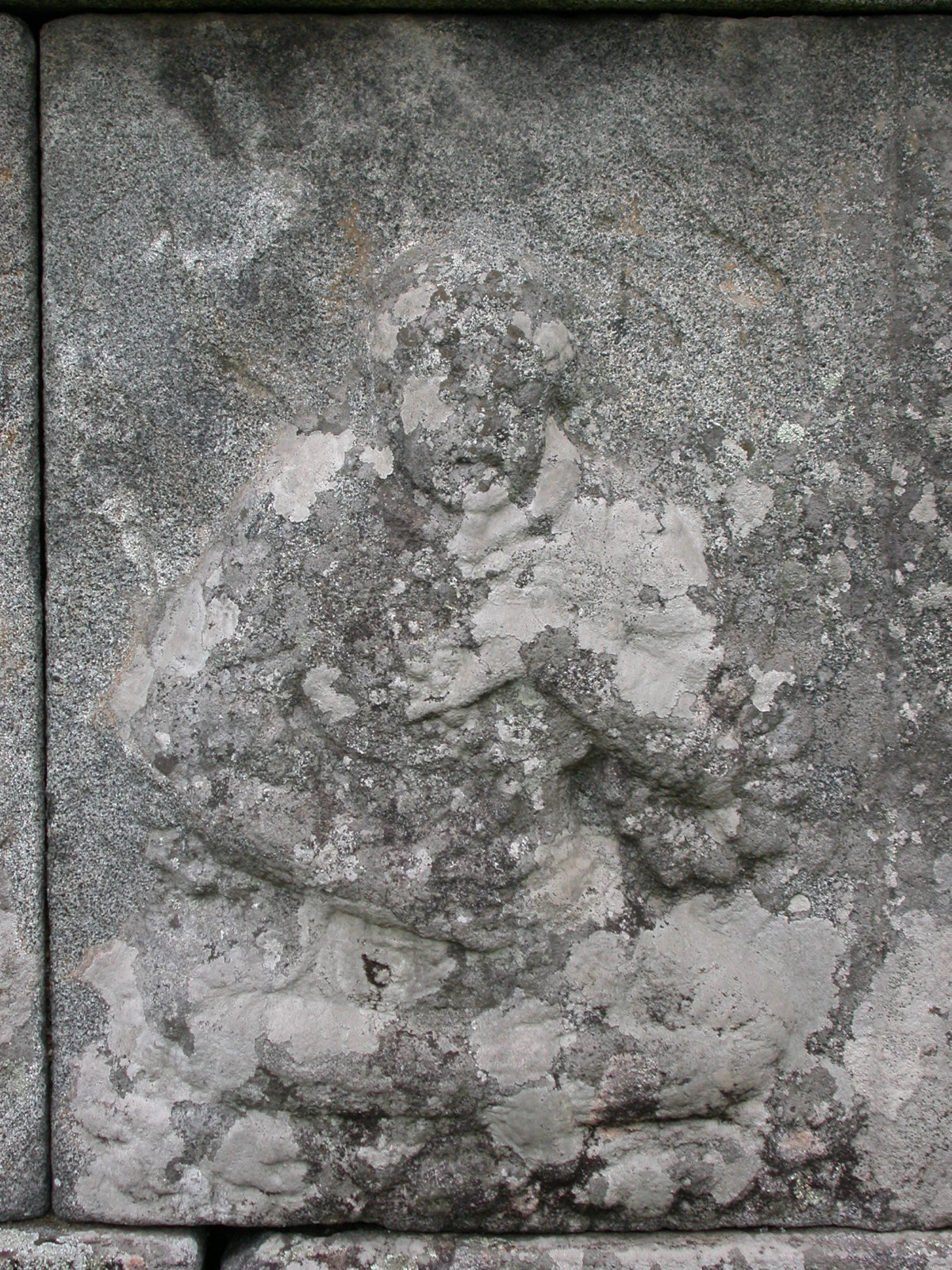
팔부신중
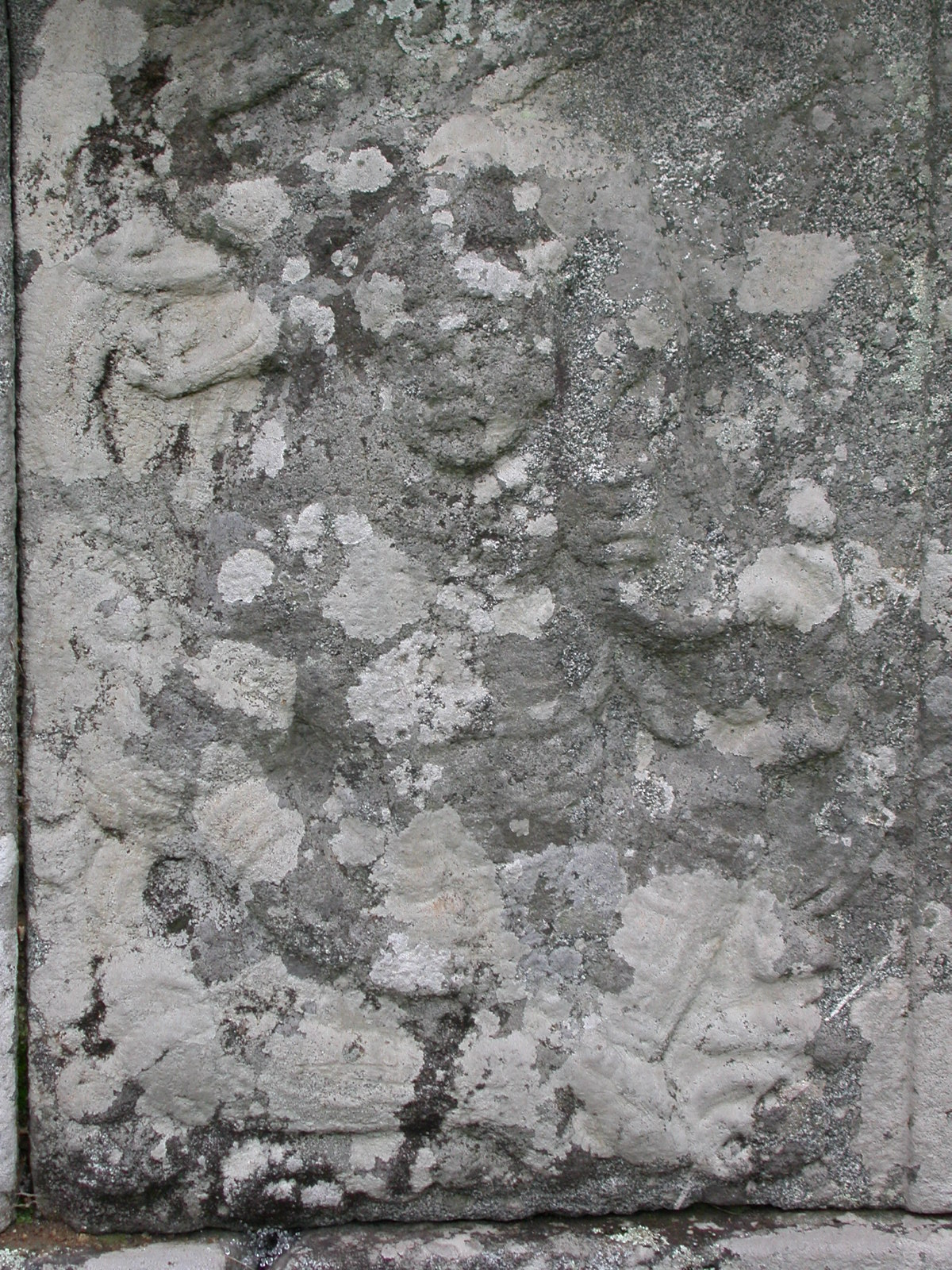
팔부신중
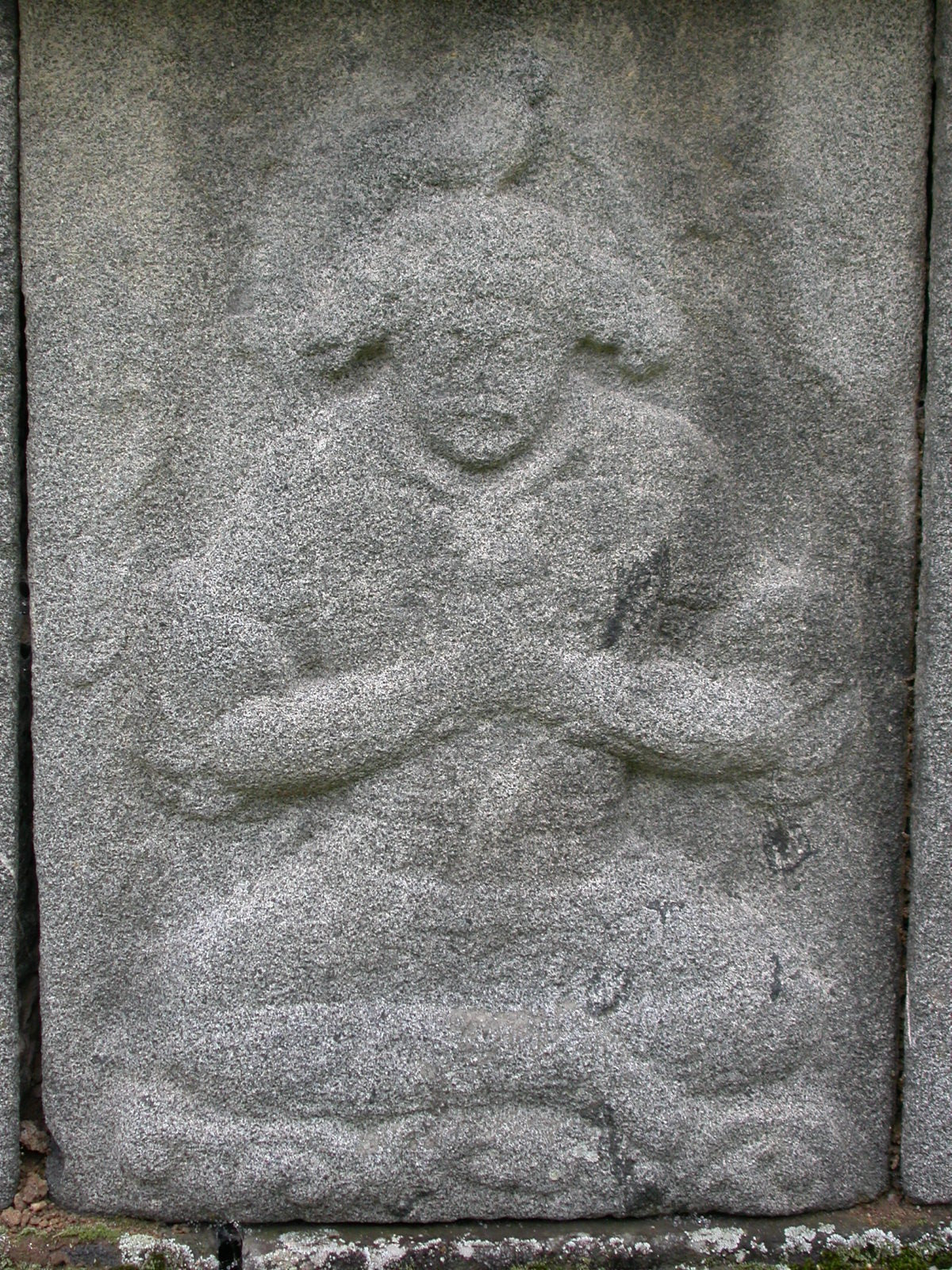
팔부신중
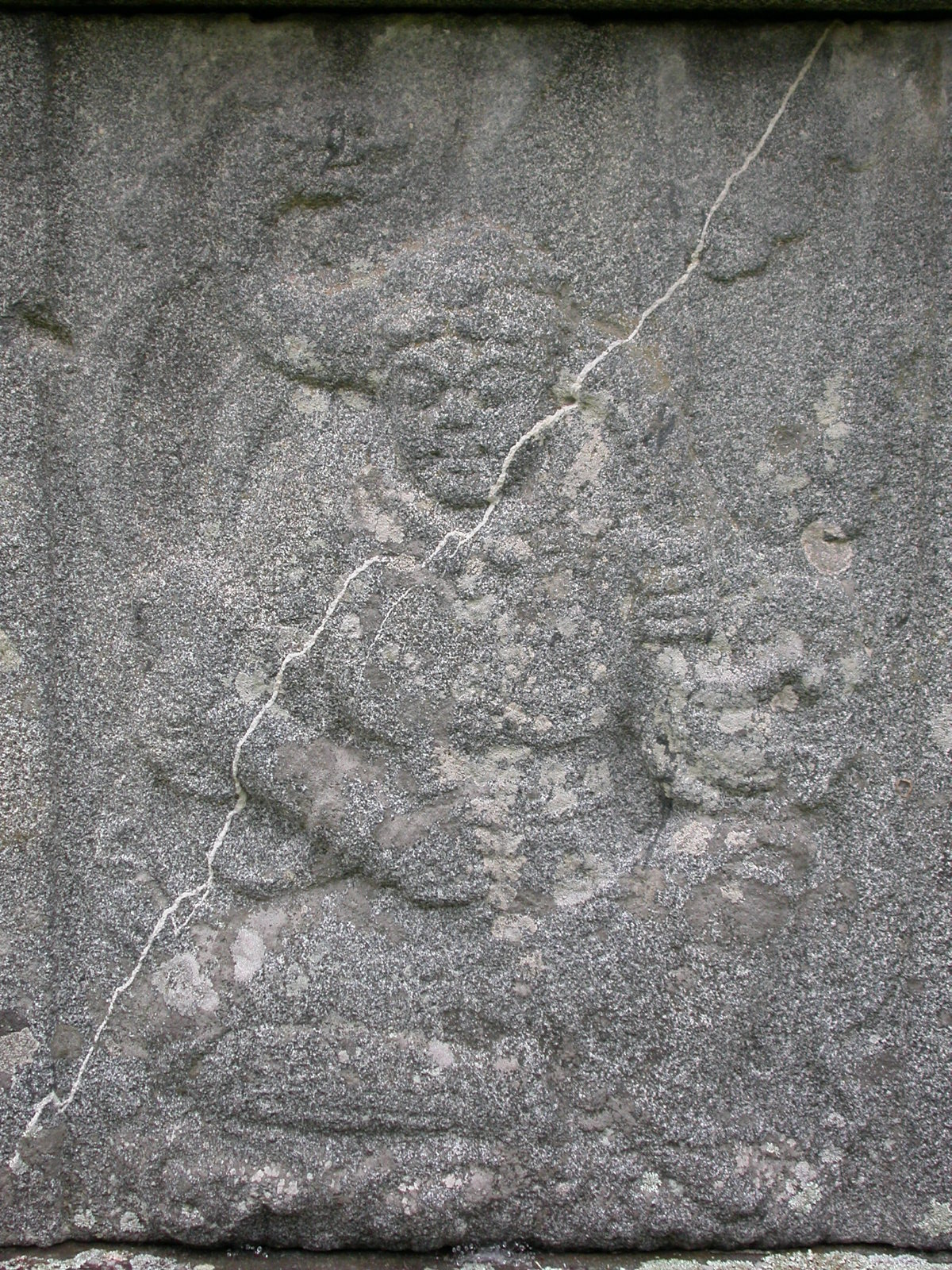
팔부신중
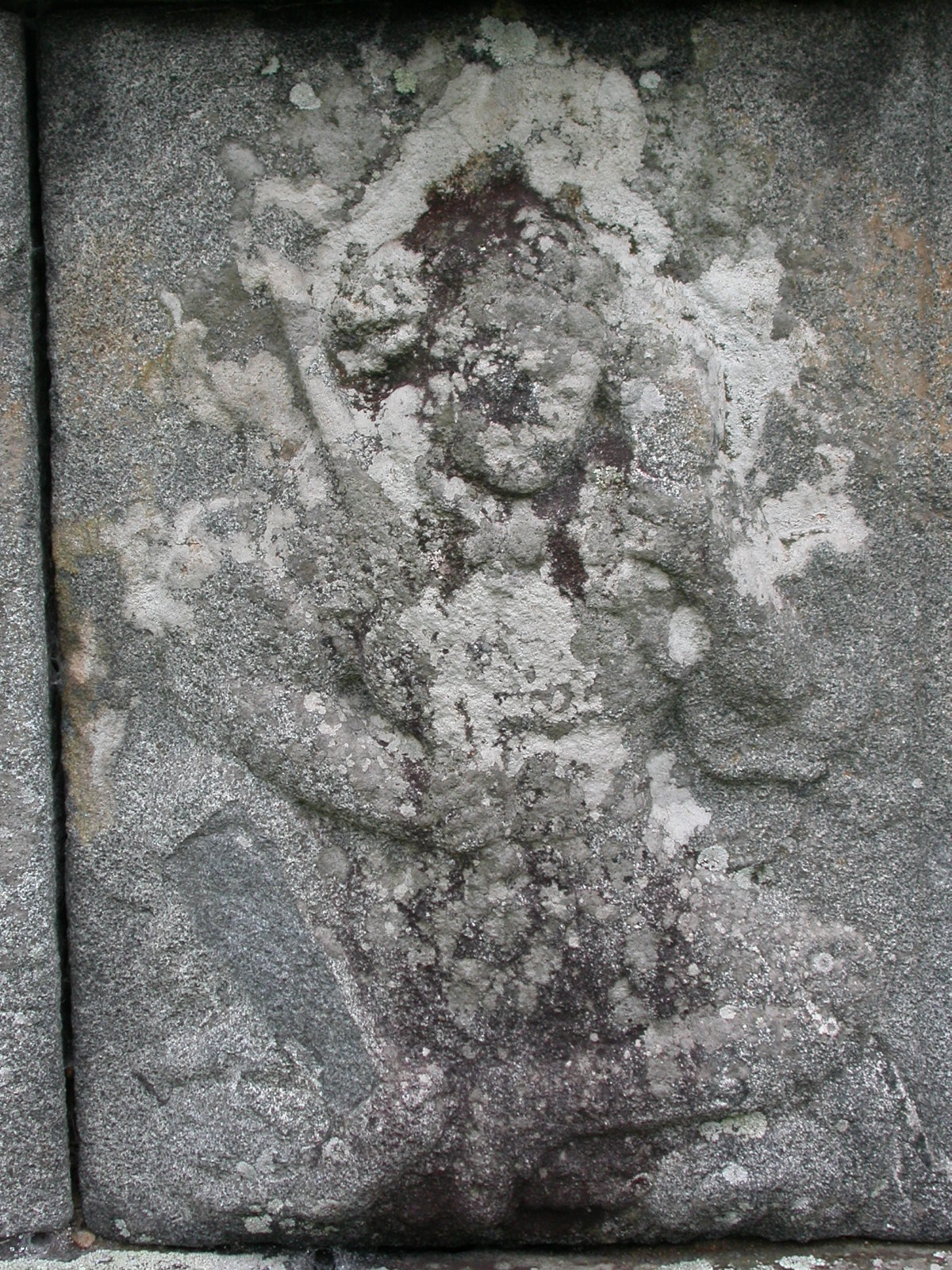
팔부신중
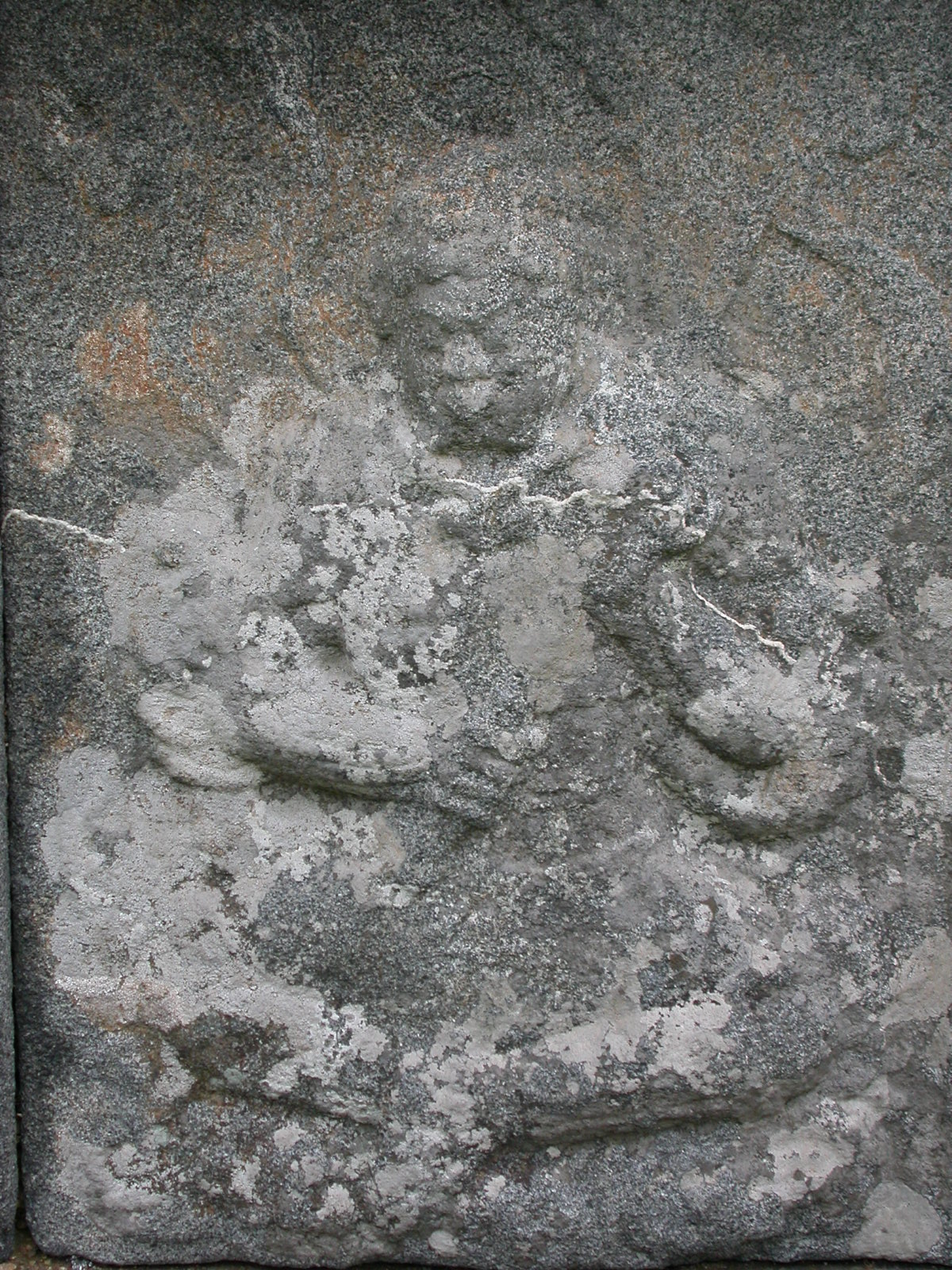
팔부신중
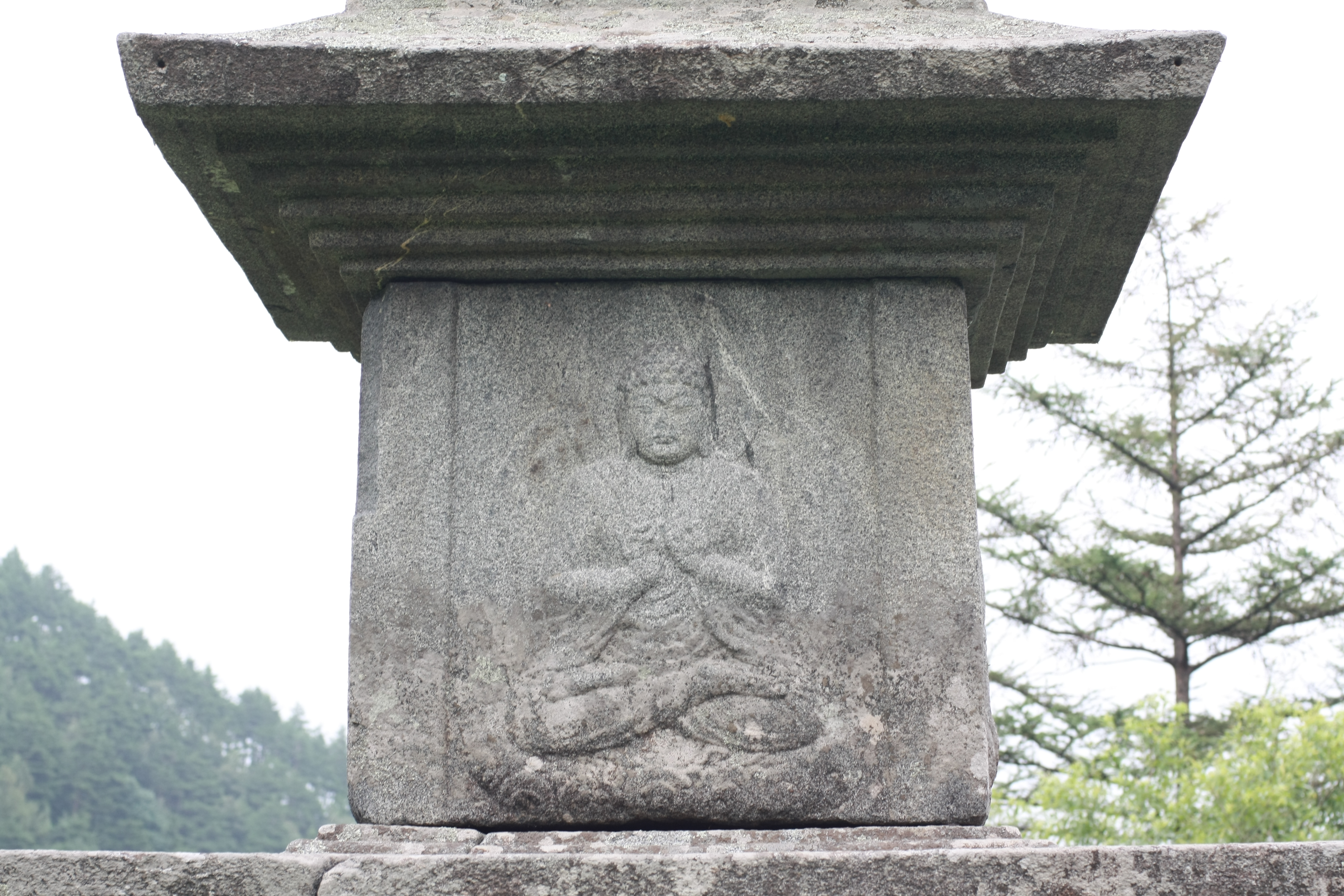
1층 몸돌의 부처상
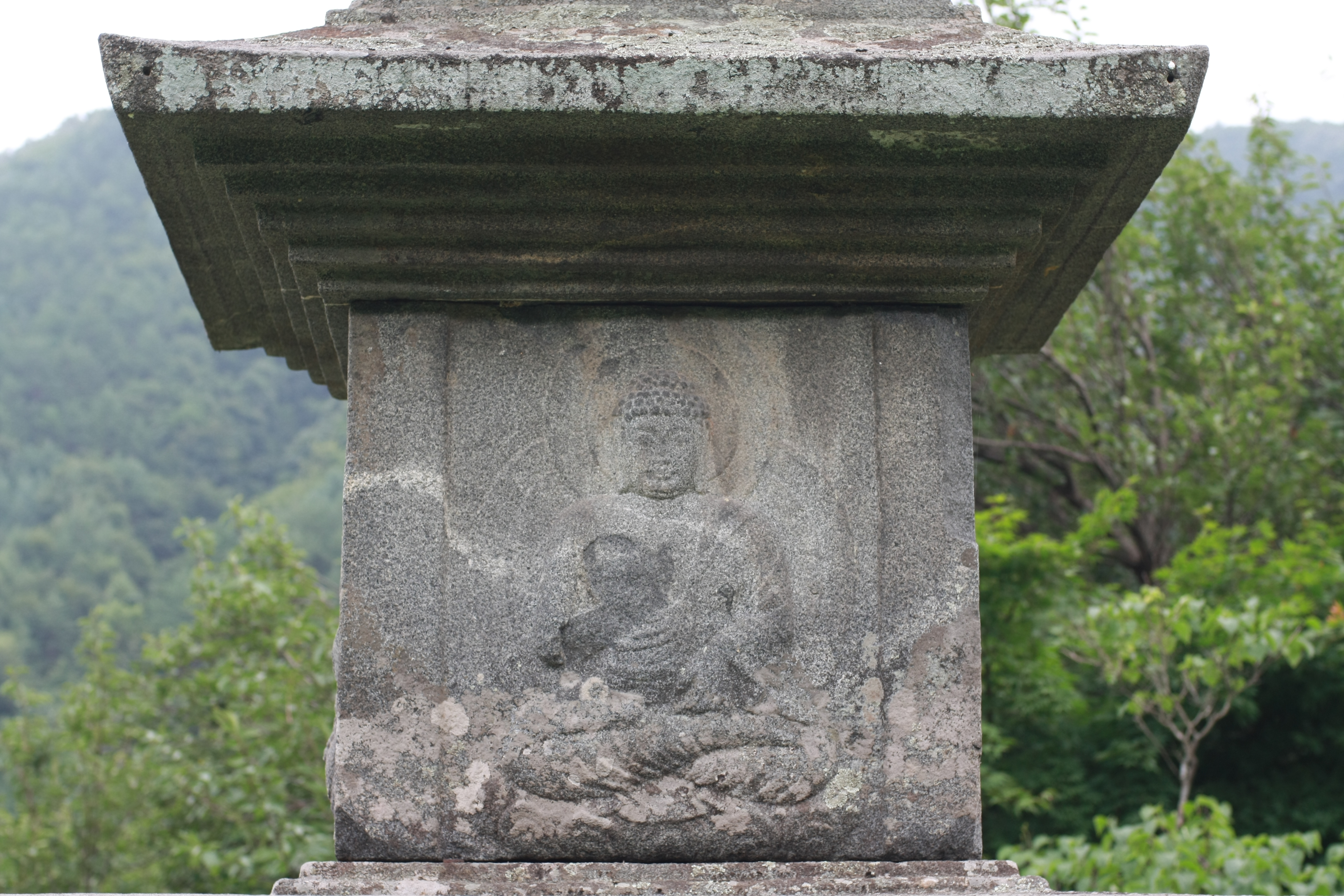
1층 몸돌의 부처상

## 같이 보기
- 양양 진전사지 도의선사탑